# Kaza
Kaza (zwane również Kaze lub Kaja) –  miasto w północnych Indiach w stanie Himachal Pradesh, w zachodnich Himalajach.
Populacja miasta w 2001 roku wynosiła 3231 mieszkańców.